# Ein schräger Vogel
Ein schräger Vogel (Alternativtitel: Frauds – Ein mörderischer Betrüger, Originaltitel: Frauds) ist eine australische schwarze Komödie aus dem Jahr 1993. Es ist einer von zwei Filmen, in denen der Musiker Phil Collins die Hauptrolle spielt.

## Handlung
Michael gibt am Ende eines Besuchs bei seinem Freund Jonathan und dessen Frau Beth an, zwei Opernkarten nicht nutzen zu können. Dies ist von ihm und Jonathan abgesprochen; während des Opernbesuchs soll Michael einen Einbruch bei den beiden vortäuschen, damit Jonathan bei der Versicherung ein Schaden angeben und Geld bekommen kann. Doch Beth vergisst den Termin, kommt nach Hause und trifft auf den maskierten Michael, den sie mit einer Armbrust erschießt. Vor Gericht wird Beth freigesprochen.
Der Versicherungsagent Roland Copping besucht das Paar. Neben Sachbeschädigungen wurde angeblich auch ein wertvoller Silberbesteckkasten gestohlen, den der von der Nachbarin wegfahren gehörte Komplize (es war Jonathan) weggeschafft haben soll. Nachdem Copping eine Silbergabel übergibt, beobachtet er, wie Jonathan später das Vorhandensein des Bestecks in seinem Schuppen überprüft und weiß, dass der Einbruch fingiert war. Copping lässt sich sein Schweigen über den Versicherungsbetrug mit viel Geld, dem Besteckkasten und einem Auto der beiden vergüten. Er lässt generell bei zwei Wahlmöglichkeiten einen Würfel entscheiden, was er tut und spielt Passanten vor seinen Haus Streiche. Dessen Innenleben besteht aus einer riesigen, kinderzimmerhaften Einrichtung mit zahlreichen spielmechanischen Effekten. Jonathan sucht das Haus in Coppings Abwesenheit auf, verfolgt diesen und findet heraus, dass er einen gelähmten Bruder in einem Pflegeheim hat.
Wenig später kommt es im Haus zum Showdown zwischen Jonathan und Copping. Beide bedrohen sich mit Morden an den Angehörigen. Beth sitzt auf einen Stuhl gefesselt am Anfang einer Rutsche. In einer Öffnung der Rutschbahn dreht sich das Blatt einer Kreissäge. Jonathan hat über dem Swimmingpool den Rollstuhl mit Coppings Bruder befestigt. Die Todesmaschinerien werden ausgelöst, aber beide hatten geblufft. Die Kreissäge versenkt sich, bevor Beth darübergleitet und im Rollstuhl befindet sich eine Puppe. Der Film endet mit Coppings gewaltigem Gelächter.

## Kritik
Das Lexikon des internationalen Films urteilt: „Inszenatorisch bemerkenswerte, stilistisch aber allzu unentschlossene Mischung aus schwarzer Komödie und aufregendem Thriller, die vor allem von dem hervorragenden Hauptdarsteller zehrt“.